# Cliona liangae
Cliona liangae är en svampdjursart som beskrevs av Calcinai, Bavestrello och Cerrano 2005. Cliona liangae ingår i släktet Cliona och familjen borrsvampar. Inga underarter finns listade i Catalogue of Life.